# Pic Ismail Samani
El Pic Ismail Samani (en tadjik: Қуллаи Исмоили Сомонӣ, Qullai Ismoili Somonī; en rus: пик имени Исмаила Самани; antigament Pic Stalin i Pic del Comunisme) és el cim més alt del Tadjikistan i de l'antiga Unió Soviètica. Es troba a les muntanyes del Pamir i té una altura de 7.495 m. És una muntanya de dimensions gegantines que apareix envoltada per nombroses glaceres.
Fins al 1928 es considerava el Pic Lenin el més alt del Pamir, però llavors es va identificar un nou cim força més alt. Durant un temps se'l va confondre amb el Pic Garmo, però diverses expedicions soviètiques van demostrar que es tractava de dos cims diferents. El 1932 se li donà el nom de Pic Stalin (en tadjik Қуллаи Сталин, en rus пик Ста́лина) en honor a Ióssif Stalin.
El 1962 passa a ser anomenat Pic del Comunisme (en tadjik: Пики Коммунизм; en rus: Pik Kommunizma, пик Коммуни́зма). Finalment, el 1998 pren el nom actual, en honor a Ismail Samani, emir samànida de Transoxiana i Khorasan del segle X que és considerat com l'heroi nacional del Tadjikistan.
La primera ascensió la va fer l'alpinista soviètic Evgeny Abalakov el 9 de setembre de 1933.